# Planaise
Planaise település Franciaországban, Savoie megyében. Lakosainak száma 558 fő (2022. január 1.). Planaise Arbin, La Chavanne, Coise-Saint-Jean-Pied-Gauthier, Cruet és Sainte-Hélène-du-Lac községekkel határos.

## Népesség
A település népességének változása:
| Lakosok száma | 498  | 520  | 539  | 545  | 552  | 553  | 555  | 557  | 558  |
|               | 2013 | 2015 | 2016 | 2017 | 2018 | 2019 | 2020 | 2021 | 2022 |